# Coal City (Virginie-Occidentale)
Pour les articles homonymes, voir Coal City.
Coal City est une census-designated place située dans le comté de Raleigh, dans l’État de Virginie-Occidentale, aux États-Unis. Sa population s’élevait à 1 815 habitants lors du recensement de 2010.

## Source
- (en) Cet article est partiellement ou en totalité issu de l’article de Wikipédia en anglais intitulé « Coal City, West Virginia » (voir la liste des auteurs).